# Neudorf-Weimershof

Neudorf-Weimershof in Luxemburg-Stadt

Neudorf-Weimershof (luxemburgisch Neiduerf-Weimeschhaff) ist ein Stadtteil im Nordosten von Luxemburg. Im Jahr 2018 hatte der Stadtteil 6.315 Einwohner. Die Fläche des Stadtteils beträgt 249 Hektar.
Der Stadtteil wird begrenzt durch zwei wichtige Magistralen, die ziemlich genau in Südwest-Nordost-Richtung verlaufen. Die südliche heißt Rue de Neudorf (N ). Im Osten verläuft – etwas abseits im Wald gelegen – die Autobahn , die am nördlichen Ende des Stadtteils mit einem weiten Bogen der Autobahnabfahrt „Neudorf“ sein Ende markiert.
Entlang der nördlichen Magistrale Avenue John F. Kennedy  im sogenannten „Quartier du Grünewald“ befinden sich überwiegend Bürogebäude, auf der gegenüberliegenden Straßenseite bereits außerhalb von Neudorf das Luxemburger Messegelände. Ansonsten ist der Stadtteil eher kleingliedrig mit Mehrfamilien- und im südlichen Teil auch mit Einfamilienhäusern bebaut. 
Nach jahrelangem Leerstand und Verfall sind die Gebäude auf dem Gelände der ehemaligen Brauerei Henri Funck abgerissen und stadttdesen mehrere große Wohn- und Geschäftskomplexe erbaut geworden.
Im Quartier du Grünewald befindet sich auch ein großer Krankenhauskomplex mit den Kliniken der Hôpitaux Robert Schuman, ganz im Südwestzipfel die Privatschule „Sainte-Sophie“. 
Im Osten nahe der Autobahn liegt im Grünen das Stadion Henri Funck sowie gegenüber der kommunale Friedhof.

## Bildergalerie

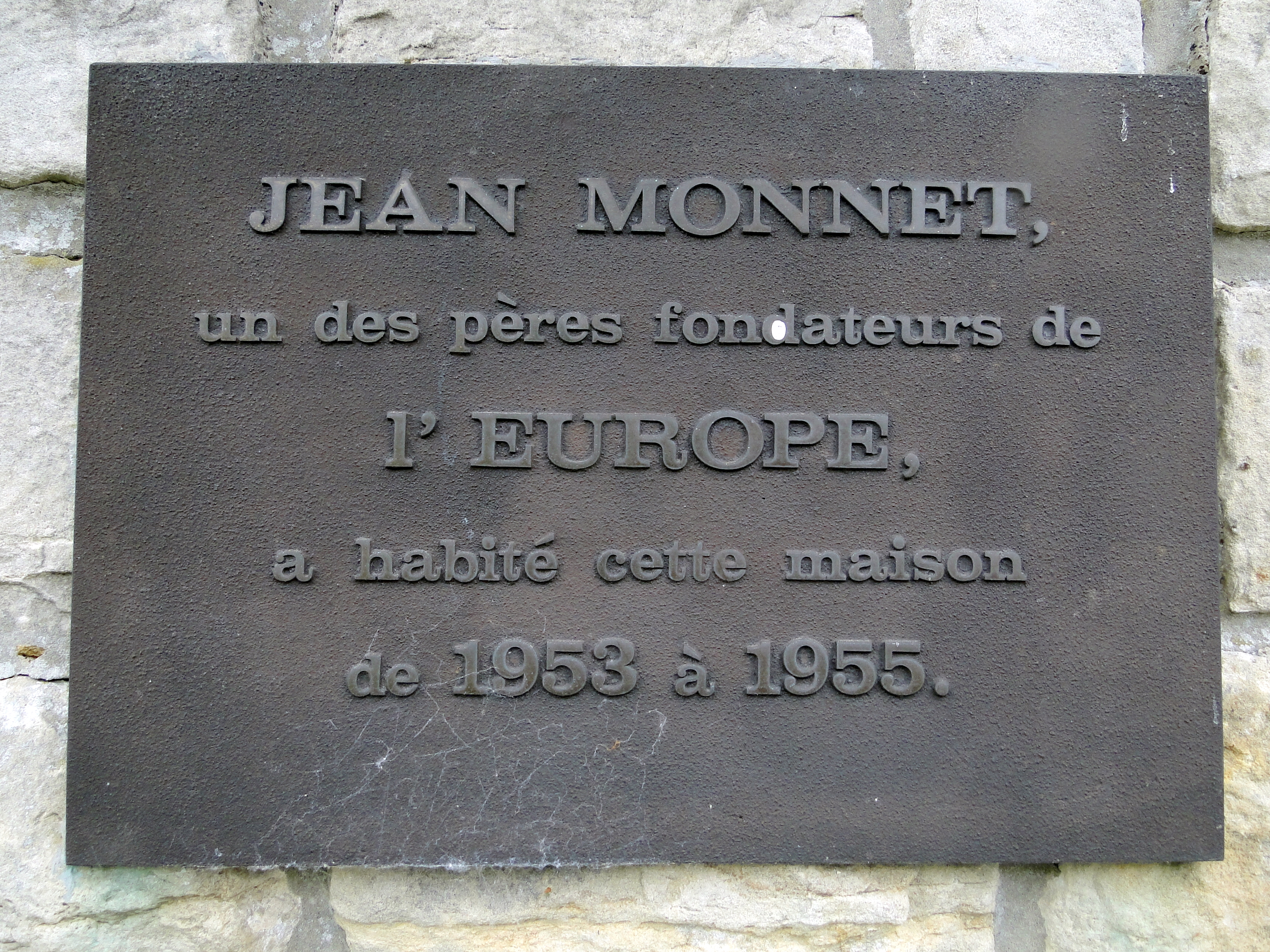
Gedenktafel Jean Monnet am Bricherhaff (heute Gästehaus der lux. Regierung)
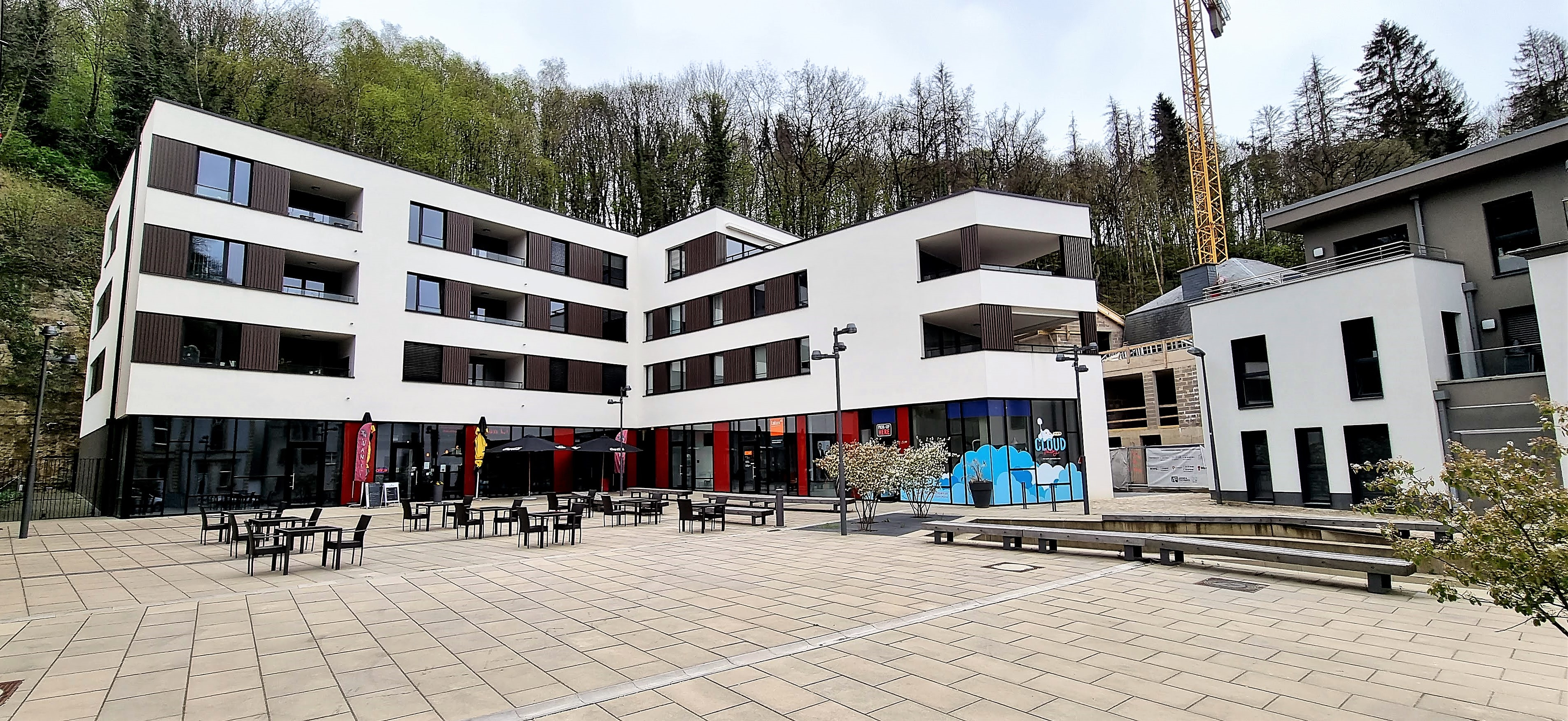
Neue Appartements auf dem alten Brauerei-Areal
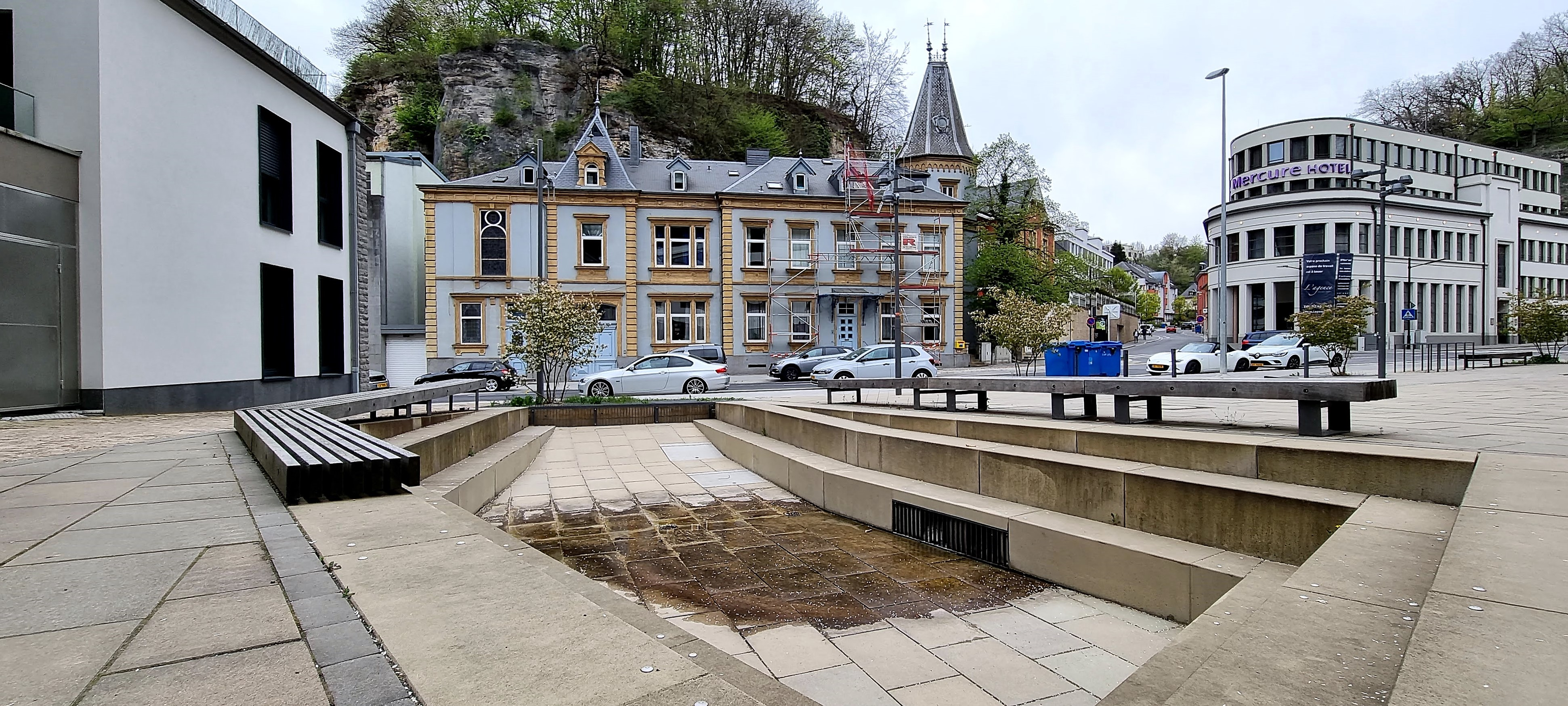
Neuer Treffpunkt im Viertel
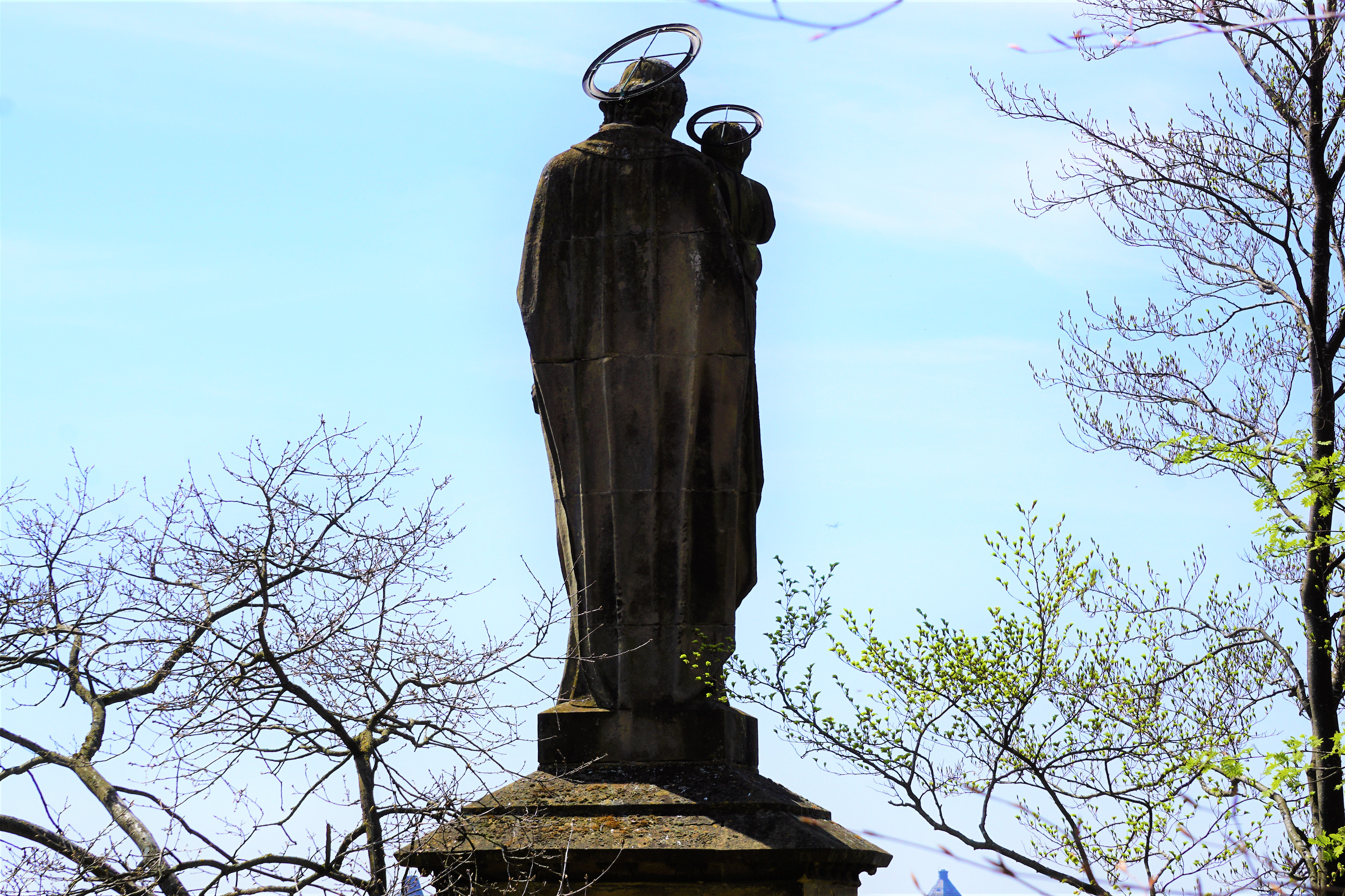
St. Josephsstatue in Weimershof
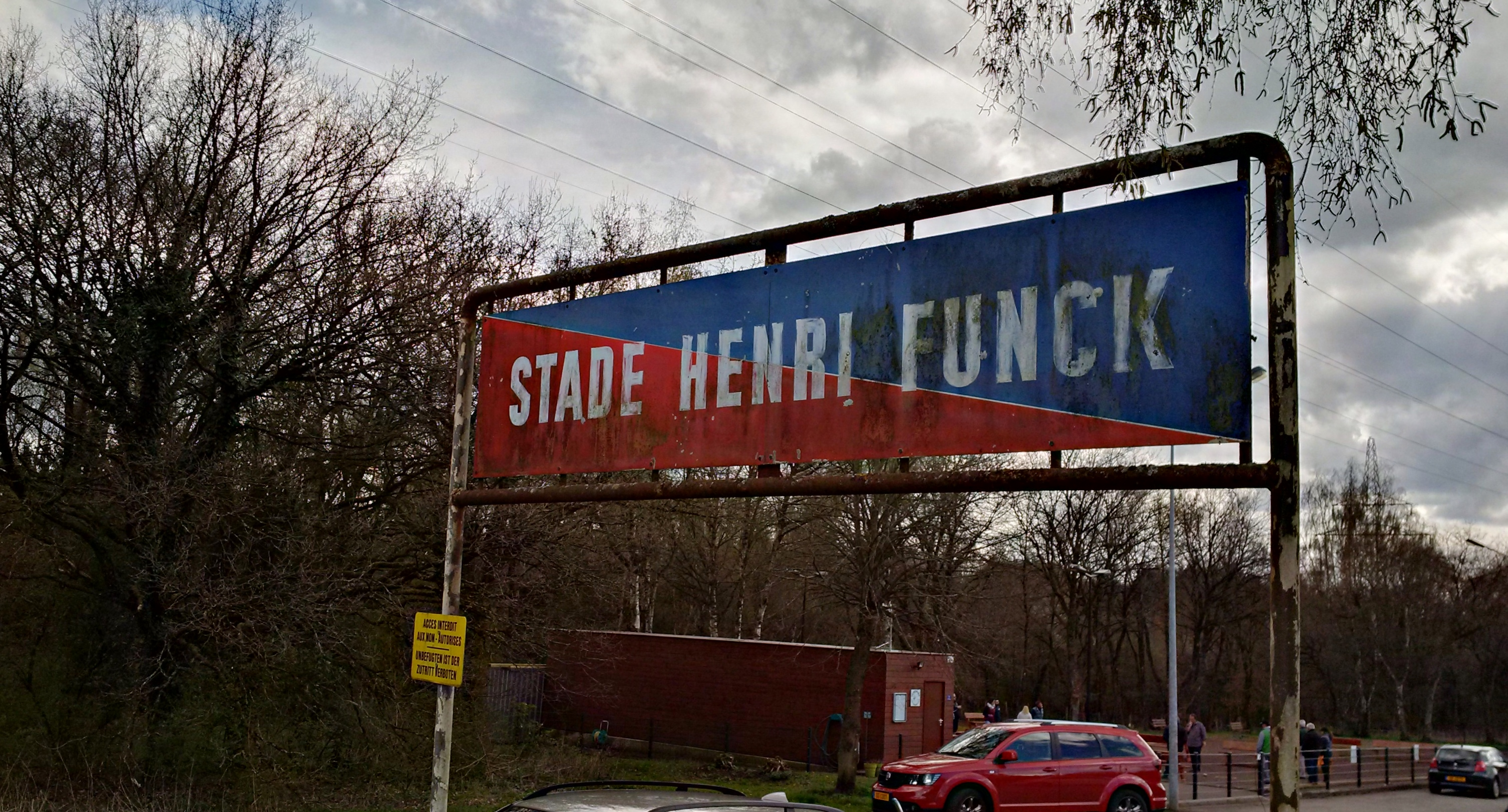
Am Stadion
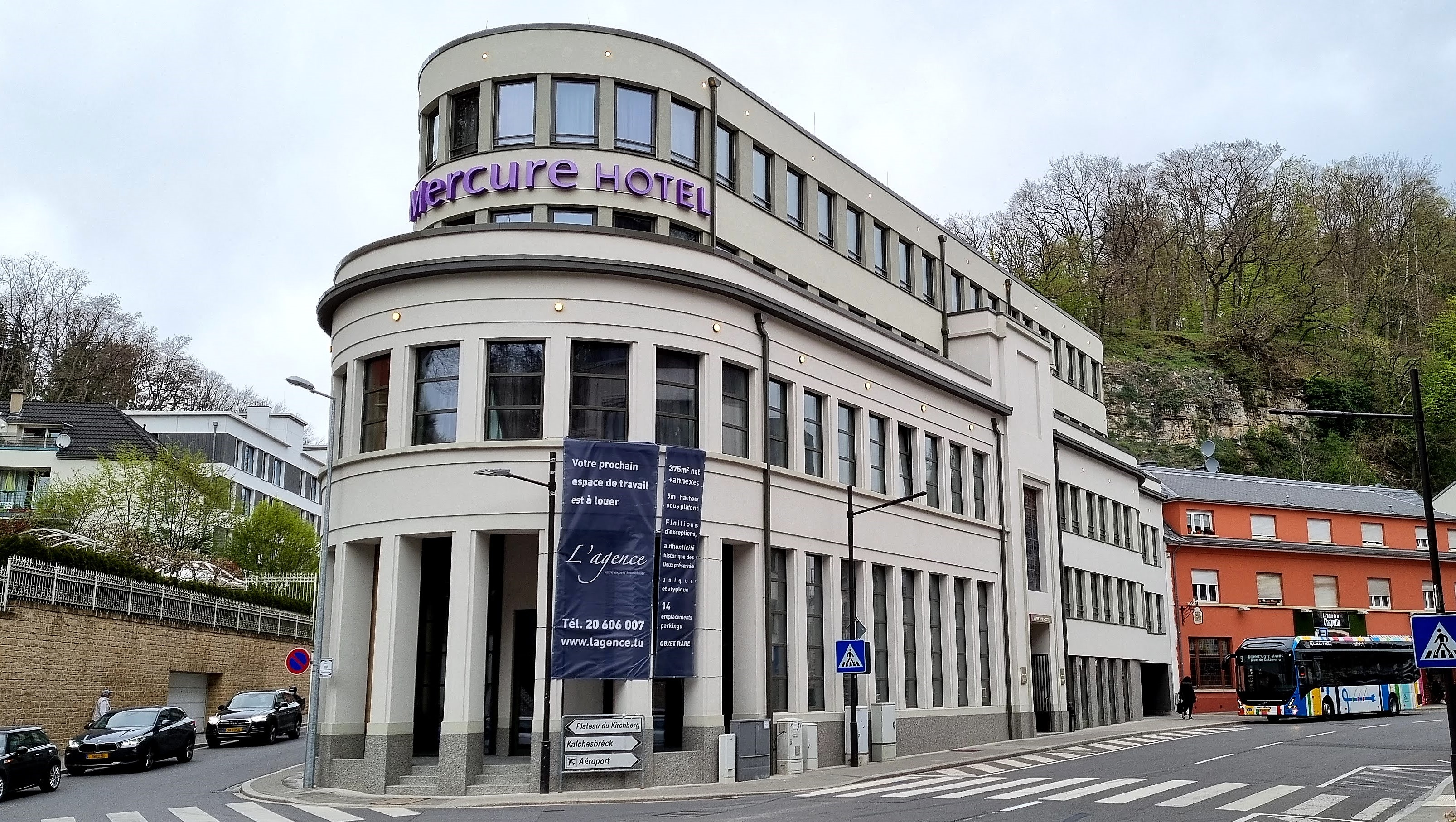
Das alte Verwaltungsgebäude der Funck-Brauerei, heute ein Hotel